# Луняко
Луня̀ко (на италиански: Lugnacco; на пиемонтски: Lugné, Луние) е село в Северна Италия, Метрополен град Торино, регион Пиемонт. Разположено е на 540 m надморска височина. От 1 януари 2019 г. е част от новосъздадената община Вал ди Ши. Населението на селото е 343 души (към 31.12.2018 г.).